# تاريخ تركيا الاقتصادي
التاريخ الاقتصادي لجمهورية تركيا قد يُدرس حسب الفترات المتميزة بتغيرات رئيسية في السياسات الاقتصادية: 1) 1923-1929، حين ركـَّزت سياسة التنمية على تراكم الثروة الخاصة؛ 2) 1929-1945 حين ركـّزت سياسة التنمية على تراكم الدولة للثروة في فترة أزمات عالمية؛ 3) 1950-1980، فترة تصنيع تقوده الدولة مبني على حمائية لاستبدال الواردات؛ 4) 1980 ومابعدها، انفتاح الاقتصاد التركي على التجارة الليبرالية في السلع والخدمات وتعاملات الأسواق المالية. إلا أن ثمة سمة مميزة بين 1923–1985، كانت في جزء كبير نتيجة للسياسات الحكومية، ألا وهي أن اقتصاداً متخلفاً تطور ليصبح نظاماً اقتصادياً معقداً ينتج نطاقاً واسعاً من المنتجات الزراعية والصناعية والخدمية للأسواق المحلية وللتصدير، وقد نمى ذلك الاقتصاد بمعدل سنوي متوسط يناهز 6%. احا يا وليد

## بين الحربين العالميتين

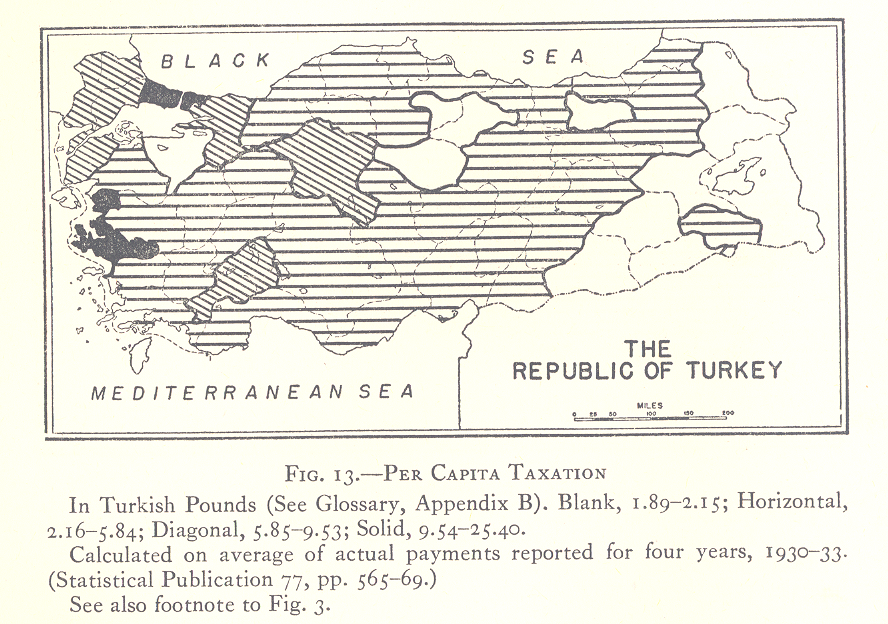
في عهد أتاتورك تقدم الاقتصاد من سياسات حكومية إلى اقتصاد مختلط يتماشى مع ازدياد رأس المال في المجتمع.

كان الاقتصاد التركي متدهور ويعاني من التخلف بعد انهيار الدولة العثمانية أثناء الحرب العالمية الأولى، وما تبعه من ميلاد دولة الجمهورية: لقد اعتمدت الزراعة على تقنيات بالية ومواشي هالكة، وكانت القاعدة الصناعية لتركيا ضعيفة؛ وكانت المصانع القليلة المنتجة للسع الأساسية مثل السكر والدقيق تقع تحت سيطرة الدول الأجنبية نتيجة لشروط الاستسلام.
ولقد تعافى الاقتصاد التركي بشكل ملحوظ بعد انتهاء القتال. وأرتفع الناتج الزراعي بنسبة 87% من عام 1923 حتى عام 1926، حيث عاد الإنتاج الزراعي إلى مستويات ما قبل الحرب، ونمى القطاع الصناعي والخدمات بمعدل يفوق 9% سنوياً من عام 1923 حتى عام 1929؛ إلا أن الدخل القومي ظل ضئيلاً في نهاية عقد العشرينيات. وتدخلت الحكومة في مطلع عقد الثلاثينيات لدعم الاقتصاد، متبعةً مبدأ يُعرف باسم سيطرة الدولة. وتباطأ النمو أثناء أسوأ سنوات الكساد، ما عدا السنوات بين 1935 و 1939 حين بلغت 6% سنوياً. وتعطل الاقتصاد أثناء عقد الأربعينيات، وذلك بسبب الاحتفاظ بحياد مسلح أثناء الحرب العالمية الثانية مما زاد من نفقات البلد العسكرية بينما جمد بشكل شبه تام التجارة الخارجية.

## بعد 1950
عانت تركيا من اضطرابات اقتصادية بعد عام 1950 بمعدل اضطراب كل عشر سنوات؛ وقد حدثت أخطر أزمة اقتصادية في أواخر عقد السبعينيات. وفي كل مرة تشهد تركيا فترة النمو السريع بقيادة التصنيع، حيث اتسمت بارتفاع حاد في الواردات، فينتج عنها أزمة في ميزان المدفوعات، مما خفض من قيمة الليرة التركية وزاد من برامج التقشف المصممة للتقليل من الطلب على السلع الأجنبية، وكانت برامج التقشف تـُنفـَّذ حسب ارشادات صندوق النقد الدولي. تلك الاجراءات التي أدت كالمعتاد إلى تحسن كافي في الحسابات الخارجية للدولة لتجعل من الممكن استئناف إقراض تركيا من الدائنين الأجانب. وبالرغم من أن التدخلات العسكرية في عامي 1960 و 1971 كانت مدفوعة جزئياً بمصاعب اقتصادية، نرى أنه بعد كل تدخل كان السياسيون الأتراك يرفعون الانفاق الحكومي، مما يسبب إسراع عجلة الاقتصاد التركي لدرجة السخونة الزائدة (اضطراب ميزان المدفوعات بسبب الواردات). وفي غياب إصلاحات بنيوية جادة، عانت تركيا بشكل مستمر من عجز في الحساب الجاري، اعتادت أن تموّله بالاقتراض الخارجي مما جعل الدين الخارجي للدولة يرتفع من عـِقد إلى عـِقد، ليبلغ في عام 1980 نحو 16.2 مليار دولار، أو أكثر من ربع الناتج المحلي الاجمالي السنوي. وبلغت تكلفة خدمة الديون في ذلك العام 33% من صادرات السلع والخدمات.
وفي أواخر عقد السبعينيات، بلغ الاقتصاد التركي أسوأ أزماته منذ سقوط الدولة العثمانية. فقد فشلت السلطات التركية في اتخاذ اجراءات كافية لضبط آثار الارتفاع الحاد في أسعار النفط في 1973–74 وقامت بتمويل العجز الناجم بقروض قصيرة المدى من المقرضين الأجانب. وبحلول 1979 بلغ التضخم مستوى الثلاث أعداد (أي أكثر من 100%)، وارتفعت البطالة إلى نحو 15%، وأصبحت الصناعة تعمل بنصف قدرتها، ولم تعد الحكومة قادرة على دفع حتى فوائد الديون الأجنبية. وبدا أن تركيا لن تتمكن من التنمية بدون أزمات إلا إذا تم اتخاذ تغييرات رئيسية في منهاج الحكومة في التنمية بإحلال الواردات. شك العديد من المراقبين في قدرة السياسيين الأتراك على القيام بالإصلاحات المطلوبة.
الطبيعة البشرية لا تحب الاعتراف بالخطأ وأنهم خربوا ما كان موكلاً إليهم. ولكن ما فعل الجنرال كنعان أفرن، بتشجيع من صندوق النقد الدولي، هو أن أرسل، في السبعينيات، شباباً نابهين ليعملوا في الصندوق (كمال درويش) وفي البنك الدولي (طرغد أوزال). هؤلاء الشباب عادوا وأقاموا حكماً مدنياً غير متخاصم مع العسكر وطوّروا التعاون مع الصندوق وتنفيذ توصياته. وبعد تولي أوزال الحكم، قام بتخفيف حكم السجن المؤبد على الجنرالين كنعان أفرن وتحسين شاهين، لقتلهم رئيس الوزراء عدنان مندريس، إلى ثمان سنوات بالمستشفى.

## الإصلاحات الإقتصادية في عهد أوزال
في يناير 1980، بدأت حكومة رئيس الوزراء سليمان دميرل (الذي عمل رئيسا للوزراء من قبل في 1965–71، 1975–78، و 1979–80) في تنفيذ برنامج إصلاحي واسع صممه نائب رئيس الوزراء طركد أوزال لنقل اقتصاد تركيا إلى النمو بالتصدير.
إستراتيجية أوزال تطلبت استبدال سياسات إحلال الواردات بسياسات مصممة لتشجيع الصادرات التي يمكن أن تمول الواردات، لتعطي تركيا فرصة للفكاك من نمط ما بعد الحرب من فترات متناوبة من النمو السريع والانكماش. بتلك الاستراتيجية، طمح المخططون لأن تتمتع تركيا باقتصاد تقود فيه الصادرات النمو على المدى الطويل. اتـَّبعت الحكومة تلك الأهداف عبر حزمة شاملة: تخفيض قيمة الليرة التركية وإرساء أسعار صرف مرنة، والحفاظ على أسعار فائدة حقيقية إيجابية والسيطرة الحازمة على المعروض النقدي والائتمان، والتخلص من معظم الدعم وتحرير الأسعار التي تبيع بها المؤسسات الحكومية، وإصلاح النظام الضريبي وتشجيع الاستثمار الأجنبي. وفي يوليو 1982، حين غادر أوزال المنصب، كان العديد من إصلاحاته قد تم تنفيذها. إلا أنه بدأ، مرة أخرى، في نوفمبر 1983، حين أصبح رئيساً للوزراء، كان قادراً على توسيع برنامج تحرير الاقتصاد.
تغلب برنامج تحرير الاقتصاد على أزمة ميزان المدفوعات، مستعيداً قدرة تركيا على الاقتراض في الأسواق المالية العالمية، وأدى ذلك إلى تجدد النمو الاقتصادي. فنمت صادرات السلع من 2.3 مليار دولار في 1979 إلى 8.3 مليار دولار في 1985. نمو واردات السلع في نفس الفترة – من 4.8 مليار دولار إلى 11.2 مليار دولار – لم يجاري نمو الصادرات، ونتيجة لذلك فقد ضاق العجز التجاري، بالرغم من أن مستوى العجز قد استقر عند حوالي 2.5 مليار دولار. وقد كان لسياسات أوزال وقعاً إيجابياً خاصاً على حساب الخدمات في الحساب الجاري. وبالرغم من ارتفاع فوائد الديون، من 200 مليون دولار في 1979 إلى 1.4 مليار في 1985، فإن حساب الخدمات قد راكم فائضاً متنامياً أثناء تلك الفترة. ازدياد دخل السياحة ورسوم خطوط الأنابيب من العراق كانتا السببين الرئيسيين لهذا التحسن. ساعد دعم استقرار الحساب الجاري على استعادة المصداقية الائتمانية في الأسواق المالية العالمية. الاستثمارات الأجنبية، التي كانت لا تـُذكر في السبعينيات، بدأت الآن في النمو، بالرغم من أنها بقيت متواضعة في منتصف عقد الثمانينيات. كما تمكنت تركيا من الاقتراض من السوق الدولي، بينما لم يكن بمقدورها في أواخر عقد السبعينيات إلا طلب مساعدات من صندوق النقد الدولي والدائنين الرسميين الآخرين.
الخفض في النفقات العامة، الذي كان بمثابة قلب برنامج دعم استقرار الاقتصاد، جعل الاقتصاد يتباطأ بشكل حاد في أواخر السبعينيات ومطلع الثمانينيات. انخفض الناتج القومي الإجمالي الحقيقي 1.5% في 1979 و 1.3% في 1980. عانى قطاعا الصناعة والخدمات معظم وقـْع ذلك الانخفاض في الدخل، إذ عمل قطاع الصناعة بما يقرب من 50% من إجمالي قدرته. ومع انبساط قيد الأقساط الخارجية، عاود الاقتصاد النمو بشدة. وبين 1981 و 1985، نما GNP الحقيقي 3% في السنة، يقوده في ذلك نمو قطاع الصناعة. ومع وجود كوابح حازمة على رواتب العمال وأنشطتهم (النقابية)، بدأ القطاع الصناعي في تقليص القدرة الصناعية غير المستخدمة ورفع الإنتاج بمعدل متوسط قدره 9.1% في السنة بين 1981 و 1985. كما ساعد خفض قيمة الليرة على جعل تركيا أكثر تنافسية من الناحية الاقتصادية. ونتيجة لذلك، ازدادت الصادرات الصناعية بمعدل متوسط قدره 45% سنوياً أثناء تلك الفترة.
العودة السريعة للنمو والتحسن في ميزان المدفوعات لم يكن كافياً للتغلب على البطالة والتضخم، اللذين بقيا كمشاكل خطيرة. فقد انخفض المعدل الرسمي للبطالة من 15% في 1979 إلى 11% في 1980، إلا أنه، جزئياً بسبب النمو السريع في قوة العمل، فإن البطالة عاودت الارتفاع، إلى 13% في 1985. وانخفض التضخم إلى نحو 25% في فترة 1981–82، إلا أنه عاود التسلق ليتعدى 30% في 1983 وأكثر من 40% في 1984. وبالرغم من أن التضخم قد تراجع بعض الشيء في 1985 و 1986، فإنه بقي واحداً من المشاكل الرئيسية التي كانت تواجه صناع السياسات الاقتصادية.

خط أنابيب كركوك-يمرطالق أنشأه العراق، على نفقته، في منتصف السبعينيات ولعب دوراً محورياً في انطلاق الاقتصاد التركي.

## الأداء الاقتصادي في مطلع عام 1990
مع محدودية وصول العراق للخليج العربي، اعتمد العراق بشكل كبير على تركيا كممر لتصدير النفط الخام. وقد موّل العراق خطي أنابيب متجاورين من حقول كركوك الشمالية إلى ميناء يمرطالق التركي على البحر المتوسط، إلى الشمال الغربي مباشرة من الإسكندرونة. القدرة الإجمالية لخطي الأنابيب كانت 1.1 مليون برميل لكل يوم (170,000 م3/ي) (برميل/يوم). ولم تحصل تركيا فقط على جزء من احتياجاتها النفطية من خط الأنابيب، بل كانت تحصل على رسم عبور معتبر. قدرت بعض المصادر رسومه ما بين 300 مليون دولار إلى 500 مليون دولار.
أصيب الاقتصاد التركي بضربة في الصميم بسبب حرب الخليج عام 1991. الحظر الذي فرضته الأمم المتحدة على العراق اقتضى إنهاء صادرات النفط عبر خط أنابيب كركوك-يمرطالق، وقد نتج عن ذلك فقدان تركيا لرسوم خط الأنابيب. وبالإضافة لذلك، فقد خسر الاقتصاد التركي ما يناهز 3 مليارات دولار كانت في التبادل التجاري مع العراق. إلا أن السعودية والكويت والإمارات العربية المتحدة هبـّت لتعويض تركيا عن تلك الخسائر، وفي عام 1992 عاود الاقتصاد التركي النمو بسرعة.
الأداء الاقتصادي المبهر لتركيا في الثمانينيات حاز إعجاب وكالات التصنيف الائتماني في وال ستريت. وفي عامي 1992 و 1993، استخدمت الحكومة تلك التصنيفات لجذب أموالاً لتغطية عجز الميزانية. وبلغت إصدارات السندات الدولية في تلك الفترة 7.5 مليار دولار. ساعدت تلك التدفقات المالية على الحفاظ على سعر الصرف المبالـَغ فيه. ففي اقتصاد السوق، يجب أن يُترجـَم المستوى المرتفع للاقتراض الحكومي إلى مستويات مرتفعة لأسعار الفائدة بل وربما «يخنق» مقترضي القطاع الخاص، وبذلك يـُبطئ النمو الاقتصادي. ولكن اقتراض الحكومة من الخارج أزال الضغوط عن معدلات الفائدة المحلية، بل وحفـّز المزيد من اقتراض القطاع الخاص في اقتصاد ساخن جداً. ولشعورها بوجود فرصة ربح سهلة أثناء تلك الفترة، اقترضت البنوك التجارية التركية بأسعار الفائدة العالمية وأقرضتها بأسعار الفائدة المحلية العالية في تركيا بدون الخوف من انخفاض قيمة العملة. ونتيجة لذلك، ارتفعت الديون الأجنبية قصيرة المدى لتركيا بشكل حاد. وخفتت الثقة الخارجية والداخلية في قدرة الحكومة على إدارة أزمة أقساط الديون المستحـَقة، مما ضاعف من المصاعب الاقتصادية.

### مقتل أوزال
تصادف وسط تلك الأزمة المالية الشديدة، الوفاة المفاجئة للرئيس الجمهورية طركد أوزال في 23 أبريل 1993. ومنذ ذلك الحين تتواتر شائعات حول اغتياله بالسم. وفي 3 أكتوبر 2012 أُخرِج جثمانه من القبر. وقد أثبت التحقيق وجود المبيد الحشري ثنائي كلورو ثنائي فينيل ثلاثي كلورو الإيثان بتركيز عشرة أضعاف المستوى الطبيعي.

### تانسو تشلر تفشل في الترويج لبيع ديون تركيا
النزاعات بين رئيسة الوزراء تانسو تشلر (يونيو 1993–1996) ومحافظ البنك المركزي قوّضت الثقة في الحكومة. فقد أصرت رئيسة الوزراء على تسييل monetizing عجز الميزانية (بيع ديون الحكومة إلى البنك المركزي) بدلاً من الموافقة على اقتراح البنك المركزي بإصدار المزيد من الدين العام في شكل أوراق مالية حكومية. استقال محافظ البنك المركزي، رشدي سراج‌أوغلو، في أغسطس 1993 بسبب هذه القضية. —يجدر ملاحظة أن مصر اتبعت في نفس ذلك الوقت اقتراح بيع ديون دولة، إلا أنها قامت بذلك في صمت وباعت الديون إلى جمال مبارك، ابن الرئيس. فربما جاء الاقتراح للدولتين من نفس المصدر— وفي يناير 1994، خفـّضت وكالات التصنيف الائتماني الدولية ديون تركيا إلى ما دون المستوى الاستثماري. وفي ذلك الوقت، فقد استقال محافظ ثاني للبنك المركزي، نهاد گول‌تكين.
انعكس القلق المتصاعد حول الفوضى في السياسات الاقتصادية في تسارع «دولرة» الاقتصاد إذ حوّل الأهالي ممتلكاتهم إلى ودائع بالعملات الأجنبية لحماية استثماراتهم ومدخراتهم. ومع انقضاء عام 1994، كان ما يناهز 50% من إجمالي قاعدة الودائع قد تحولت إلى ودائع بعملات أجنبية، بالمقارنة بنسبة 1% في 1993. خفض تصنيف تركيا من قِبل وكالات التصنيف الائتماني وانعدام الثقة في قدرة الحكومة على خفض عجز الميزانية إلى 14% من الناتج المحلي الإجمالي لسنة 1994 أشعل هرب رؤوس الأموال على نطاق واسع وانهيار سعر الصرف. اضطرت الحكومة للتدخل ببيع احتياطيها من العملات الصعبة لوقف تدهور سعر الليرة التركية. ونتيجة لذلك فقد انخفض احتياطي العملة الصعبة من 6.3 مليار في نهاية 1993 إلى 3 مليارات بنهاية مارس 1994. وقبل نهاية أبريل، حين أُجبـِرت الحكومة على اعلان برنامج تقشف، طال انتظاره، بعد الانتخابات المحلية في مارس 1994، وانخفضت الليرة بنسبة 76% من نهاية 1993 لتبلغ 41,000 ليرة للدولار الأمريكي الواحد.
حزمة الاجراءات التي أعلنتها الحكومة في 5 أبريل 1994، قـُدِّمت أيضاً لصندوق النقد الدولي كجزء من طلب الحكومة لخط ائتمان قدره 740 مليون دولار ليبدأ في يوليو 1994. ضمت الاجراءات زيادة حادة في أسعار بيع منتجات شركات القطاع العام المباعة للعامة، وخفض النفقات في الميزانية والتعهد برفع الضرائب والوعد بالإسراع في خصخصة مؤسسات الدولة الاقتصادية. وتساءل بعض المراقبين عن مصداقية وجدوى تلك الإجراءات، أخذاً في الاعتبار أن اجراءات الضرائب ستـُترجم إلى زيادة دخل الحكومة يعادل 4% من ن.م.ا وخفض النفقات سيكافئ 6% من ن.م.ا.
في الواقع، نجحت الحكومة في تحقيق فائض صغير في الميزانية أثناء الربع الثاني من 1994، أساساً نتيجة رفع الضرائب، بعد أن كان لديها عجز قدره 17% في الربع الأول. إلا أن التباطؤ في الانفاق الحكومي، والفقدان الحاد لثقة رجال الأعمال، والانخفاض الناتج في النشاط الاقتصادي قلل الدخل الضريبي. أزمة الموازنة أسفرت عن انخفاض في ن.م.ا الحقيقي قدره 5% في 1994 بعد أن الاقتصاد ينمو بقوة في عامي 1992 و 1993. كما انخفضت الرواتب الحقيقية في 1994: فالزيادة المتوسطة للرواتب الاسمية 65% كانت أقل بنحو 20% من تضخم أسعار المستهلك.
وقد أشار المحللون إلى أنه بالرغم من هشاشة عملية تكيف الاقتصاد الكلي وبقاء سياسات الموازنة عرضة لتدخلات الضغوط السياسية، فإن الحكومة ظلت خاضعة لضوابط وتوازنات السوق. وبالإضافة لقطاع خاص قوي، خصوصاً في جبهة التصدير، فإن الاقتصاد كان يـُتوقع نهضته بنمط نمو أسرع.
وثمة بحث شامل في دورية الاقتصادات النامية كتبه متى فريدون من مدرسة أعمال گرينتش، يورِد دليل إحصائي أن أزمات العملة في تركيا أثناء تلك الفترة اقترنت بظروف سيولة دولية، اختلال موازنات وهروب رؤوس الأموال وضعف القطاع المصرفي العالمي.
وثمة بحث أحدث من متى فريدون نـُشِر في دورية «مالية وتجارة الأسواق البازغة» يبحث فرضية وجود علاقة سببية بين ضغط المضاربة وارتفاع سعر الصرف الحقيقي، وهشاشة القطاع المصرفي، ومستوى الاحتياطيات الدولية في تركيا. هذا البحث يلقي مزيداً من الضوء على التاريخ الاقتصادي لتركيا في التسعينيات.

## الأزمة الاقتصادية وتعويم الليرة
في 22 فبراير 2001، تم تعويم الليرة التركية، فارتفع سعر الدولار بالنسبة لليرة التركية من 682666.7 إلى 1159452.2 بنسبة 69.8% في أول يوم للتداول الحر. وواصلت الليرة الهبوط حتى بلغت 1383049.3 في 18 أبريل 2005.
وفي يوليو 2010، كان على درمش يلمظ، محافظ البنك المركزي التركي، أن يدافع عن تعويم الليرة التركية أمام رجال الأعمال الذين كانوا يشكون إليه من عدم اليقين الذي يضفيه تذبذب العملة على صادراتهم.

### خطورة أزمة 2001
كان الانهيار الاقتصادي في 2001 رمزًا للمشاكل السياسية والاقتصادية التي كانت تضرب تركيا لسنوات. وقلت الثقة في الحكومة بشكل كبير جدًا بسبب الفساد والعجز عن تشكيل تحالفات دائمة. وكشف انهيار السوق المالي أن الوضع الاقتصادي التركي ليس فقط ضعيفًا للغاية ولكنه يعتمد اعتمادًا كليًا على الاستثمار الأجنبي. وبالرغم من أنه لم يكن حدثًا كبيرًا مثل انخفاض الاستثمارات الأجنبية أو العجز الهائل في الميزانية، إلا أن الانهيار سلط الضوء على الوضع السياسي غير المستقر في الفترة الأخيرة في تركيا.
التفسيرات المنتقدة تنظر بشكل أكثر مبدئية لآثار أزمة 2001 على المجتمع التركي وتحوله بعد عقد الثمانينيات إلى الليبرالية الجديدة. وحسب مقال صحفي، فإن الأزمة التركية في 2001 وخطة الإنقاذ الحكومية ساعدت على الحفاظ على وتجديد وتقوية «العلاقات الاجتماعية غير المتساوية بنيوياً للسلطة وطبقات المجتمع التي تميز الرأسمالية النيوليبرالية التي تقودها مؤسسات تمويل» بأشكال خاصة بمؤسسات المجتمع التركي. ويعني ذلك انتهاء مبدأ تكافؤ الفرص، ومأسسة التراتب الطبقي للمجتمع، والرضا بها.
لذلك برزت الحاجة الماسة لنظام سياسي ثقافي جديد يسهـِّـل على الشعب تقبـُّل التغيرات الاجتماعية الهائلة. وفي هذا السياق يلعب الدعاة الدينيون دوراً محورياً. لذا فقد برز رجال مثل فتح الله كولن ثم نجم الدين أربكان. ليفتحوا الطريق لتزاوج القرار السياسي مع الثقافة الدينية متمثلة في حكم أردوغان.

## الليرة الجديدة

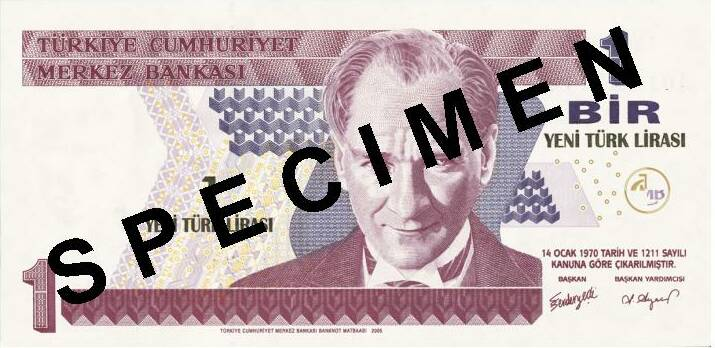
ليرة تركية

فقدت الليرة التركية الجديدة نحو 47% من قيمتها في ثلاثة أشهر من 27 أغسطس 2008 (1.18) إلى 25 أكتوبر 2008 (1.733).
وفي 3 أكتوبر 2004، قررت تركيا حذف ستة أصفار من عملتها ليصبح اسمها الليرة التركية الجديدة والتي تساوي 1,000,000 ليرة تركية.
وبعد أربع سنوات، في 3 أكتوبر 2008، أعلن رئيس الوزراء أردوغان، تغيير اسم الليرة التركية الجديدة إلى الليرة التركية، تارة أخرى.
ثم واصلت الانزلاق حتى بلغت في 4 نوفمبر 2016 قيمة 3.149 .

### سعر الصرف

الليرة التركية لديها تاريخ طويل في تسريع فقدان القيمة نسبة إلى اليورو، ومن الملاحظ ذلك في أوائل عام 2018

| العام   | 2005  | 2006  | 2007  | 2008  | 2009  | 2010  | 2011  | 2012  | 2013  | 2014  | 2015  | 2016  | 2017  |
| ------- | ----- | ----- | ----- | ----- | ----- | ----- | ----- | ----- | ----- | ----- | ----- | ----- | ----- |
| USD/TRY | 1.344 | 1.428 | 1.303 | 1.302 | 1.550 | 1.503 | 1.675 | 1.796 | 1.904 | 2.189 | 2.720 | 3.020 | 3.648 |

## عهد أردوغان 2002-الحاضر
في 2002، ورث أردوغان اقتصاداً بعد عام من تعويم الليرة، وقد بدأ في التعافي من الركود نتيجة الاصلاحات التي قام بها كمال درويش بإرشاد من صندوق النقد الدولي. ساند أردوغان وزير المالية علي باباجان في تقوية سياسات الاقتصاد الكلي. حاول أردغان اجتذاب المزيد من المستثمرين الأجانب إلى تركيا وأزال العديد من الضوابط الحكومية.

### 2005-2009

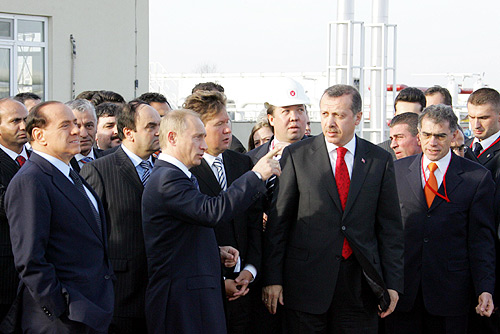
رجب طيب أردوغان، فلاديمير بوتين وسيلفيو برلسكوني (17 نوفمبر 2005 في سامسون).

في الفترة من 2005-2009، أطلقت تركيا الخصخصة في تركيا-مبادرة الخصخصة التي باعت فيها، حسب تقرير الأمم المتحدة، الأصول التالية، وغيرها، مقابل 30 مليار دولار:
مصانع إنتاج السكر في كوتاهية وأماسيا وقيصري، مصانع إت وباليق للأعلاف الحيوانية، ومصنع سماد سمسون، ومناجم الكروم.
الحكومة أخدت عوائد الخصخصة ووزعتها على محاسيبها لعمل مشاريع عقارية، أحياء سكنية جديدة وعمارات وكباري وأنفاق. -- نهضة الأسفلت والخرسانة.
وحين اشتعلت الأزمة المالية التركية في 2018، كان أهم أعراضها: حاجة ماسة لقروض لاستيراد أعلاف حيوانية (800 مليون دولار) ولحوم (2+ مليار دولار) وسكر (500+ مليون دولار) وقمح (1.2 مليار دولار).
| العام | حجم التبادل التجاري الروسي التركي في عهد أردوغان (مليون دولار) |
| ----- | -------------------------------------------------------------- |
| 2007  | 22,512                                                         |
| 2008  | 33,849                                                         |
| 2009  | 19,592                                                         |
| 2010  | 25,239                                                         |

### الاقتراض
إلا أن أهم ما يميز الاقتصاد التركي في عهد أردوغان هو الارتفاع الحاد في الاقتراض الخارجي من البنوك الغربية، ودون الاعتماد على الاقتراض من صندوق النقد الدولي. فقد بلغ إجمالي الدين الخارجي لتركيا 112 مليار دولار حين تولى أردغان الوزارة في مارس 2002، ثم قفز هذا الدين إلى 421,434 مليار دولار في نهاية النصف الأول من عام 2016
وتسببت التدفقات النقدية إلى الاقتصاد التركي بين 2002 و 2012 تسببت في نمو قدره 64% في الناتج المحلي الاجمالي الحقيقي وزيادة 43% في ن.م.ا. للفرد؛ وقد تم تداول أرقاماً أعلى من ذلك كثيراً إلا أن تلك الأرقام لم تأخذ في الحسبان تضخم الدولار الأمريكي بين 2002 و 2012. متوسط النمو السنوي في ن.م.إ. للفرد كان 3.6%. والنمو في ن.م.إ. الحقيقي بين 2002 و 2012 كان أعلى من قيم الدول المتقدمة، ولكنها كانت أقرب إلى متوسط الدول النامية. ترتيب الاقتصاد التركي من حيث ن.م.ا. تحسن قليلاً من المركز 17 إلى 16 أثناء ذلك العِقد من الزمان. وثمة عاقبة رئيسية للسياسات بين 2002 و 2012 ألا وهي اتساع عجز الحساب الجاري من 600 مليون دولار إلى 58 مليار دولار (تقدير 2013)
منذ 1961، وقعت تركيا 19 اتفاقية قروض مع صندوق النقد الدولي، اثنين منهما في عهد أردوغان. وقد نفـّذت حكومة أردوغان الشروط الموازنية والسوقية للصندوق في كلا القرضين وحصلت على كل ترنشات (دفعات) القرضين، وكانت تلك هي المرة الوحيدة التي تلتزم تركيا بتطبيق كل شروط الصندوق لكل الدفعات. ورث أردوغان ديناً قدره 23.5 مليار من صندوق النقد الدولي، انخفض (بالسداد) إلى 0.9 مليار في 2012. وقد قرر عدم توقيع اتفاق قرض آخر مع الصندوق. دين تركيا لصندوق النقد الدولي تم سداده بالكامل. وفي 2010، كانت مقايضة مخاطر الائتمان للسندات السيادية التركية لخمس سنوات تـُتداول عند مستوى قياسى أدنى قدره 1.17%، وهو أقل من نظرائه في تسع دول أعضاء في الاتحاد الأوروبي وروسيا.
وفي 2002، كان لدى البنك المركزي التركي احتياطي عملات أجنبية قدره 26.5 مليار دولار. هذا الاحتياطي بلغ 135.6 مليار في 2013. وأثناء زعامة أردوغان، انخفض التضخم من 32% إلى 9.0% في 2004. ومنذ ذلك الحين، فقد واصل التضخم التذبذب حول 9% ومازال واحداً من أعلى معدلات التضخم في العالم.
الدين العام التركي، كنسبة من ن.م.ا. السنوي قد انخفض من 74% في 2002 إلى 39% في 2009. وفي 2012، حققت تركيا أقل نسبة دين عام إلى ن.م.ا. بين 21 دولة من 27 دولة عضو في الاتحاد الأوروبي وقللت نسبة عجز ميزانية إلى ن.م.ا. إلى ما دون 23 دولة منهم.
ارتفع معدل البطالة من 10.3% في 2002 إلى 11.0% في 2010.

### الاقتصاد في عهد أردوغان

مشاركة تركيا في مجموعة العشرين

”الشعب صوّت للاستقرار“، هذا ما قاله الرئيس أردغان بعد انتصار حزبه في الانتخابات العامة التركية في نوفمبر 2015. وتجاوبت الأسواق المالية مع النتيجة. وقفز مؤشر بورصة إسطنبول والليرة التركية مقابل الدولار الأمريكي، منهين انزلاقات طويلة للبورصة والليرة. وأظهرت مؤشرات نهاية العام 2016 منحى مرتفع في نمو ن.م.ا.، من حوالي 3% إلى ما يقرب 4%. إلا أن نشوة رجال الأعمال سرعان ما تبددت. فالاستقرار، قطعاً، يبز الفوضى أو شهور من مفاوضات تشكيل ائتلاف، الأسواق بدت كما لو كانت تقول: "ولكن لو الاستقرار يعني “المزيد مما نحن فيه”، فنحن لسنا متأكدين.
وقد يكون ذلك اختياراً صعب المراس. فتركيا قامت بقفزات اقتصادية كبيرة في الخمسة عشر سنة الماضية. فبينما أصبحت تركيا مركزاً معتبراً لتجميع أجهزة التلفزيون والسيارات التجارية الصغيرة من ماركات آسيوية مختلفة، إلا أنها تظل غير متميزة بصناعة أو ماركة معينة، كما ذكر رئيس الوزراء السويدي، كارل بيلت صديق الأتراك، حين قال في معرض نقاش حول انضمام تركيا للاتحاد الأوروبي: الدول الأوروبية معروفة بأنها دول صناعية، ولكن إذا نظرنا للماركات التركية، نكاد لا نرى سوى ماركات بسكويت ومراتب للأسرة. إلا أن تركيا اليوم هي ثامن أكبر منتج للغذاء وسادس أكبر وجهة للسياح. وثلاثة وأربعون من أكبر 250 شركة إنشاءات في العالم هم شركات تركية.
كما برعت تركيا في صناعة النسيج. فمنذ عشر سنوات كانت مصانع الغزل والنسيج التركية تترنح أمام المنافسة الآسيوية. واليوم ازدهرت تلك الصناعة الواقعة تحت رحمة سياسات حصص الواردات التي تفرضها الدول الكبرى مثل أمريكا والاتحاد الأوروبي.
حزب العدالة والتنمية يفتخر بخفضه التضخم، وارتفاع الصادرات بنسبة 325% في العشر سنوات حتى 2012). إلا أن معظم تلك المؤشرات تم انجازهم في مطلع عهد أردغان. فبين 2002 و 2007 نما الاقتصاد التركي بمتوسط 6.8% سنوياً، ولكن منذ ذلك الحين أصبح النمو متقلباً. وفي العشر سنوات التالية، فإن معدل النمو تواضع إلى 3.5%. دخل الفرد يكاد لم يزد في السنوات الأربع (2012-2016). نفس الشيء يقال عن الصادرات. متوسط التضخم أصبح أعلى من هدف البنك المركزي في تسعة من العشر سنوات المؤدية إلى 2016.
يرجع جزء كبير من التباطؤ إلى تقلبات دورة الأعمال العالمية. حوالي 60% من التجارة التركية مع أوروبا، والتي تشكل أيضاً ثلاثة أرباع الاستثمار الأجنبي المباشر في البلاد. ولا ترجع الاضطرابات الاقتصادية التي شهدتها القارة مؤخراً إلى تركيا. ولا تعتبر الفوضى الواقعة في الشرق الأوسط، الذي كان في بداية عقد 2010، سوق التصدير الأسرع نمواً لتركيا. الكساد العميق في روسيا، المورد الأكبر للطاقة والسائحين وسوق الصادرات الزراعية، شهد أيضاً ضربة في توقعات النمو الاقتصادية. كما جعل الخلافات التركية الروسية فيما يخص الحرب الأهلية السورية الأمور أكثر سوءاً.
كانت الأحداث الخارجية الأخرى أكثر فائدة. فبفضل انخفاض أسعار النفط، انخفض العجز التركي بما يقارب 35 بليون في غضون 12 شهراً، الانخفاض الأكبر على مدار خمسة سنوات. ومع ذلك، فإن القروض المتراكمة لتمويل العجز الخارجي الكبير في الماضي قد تركت الاقتصاد عرضة للخطر. معظم الديون الخارجية لتركيا، وخاصة لشركاتها، بالدولار، مما جعل سدادها أكثر تكلفة مع انخفاض الليرة التركية.

### التطور

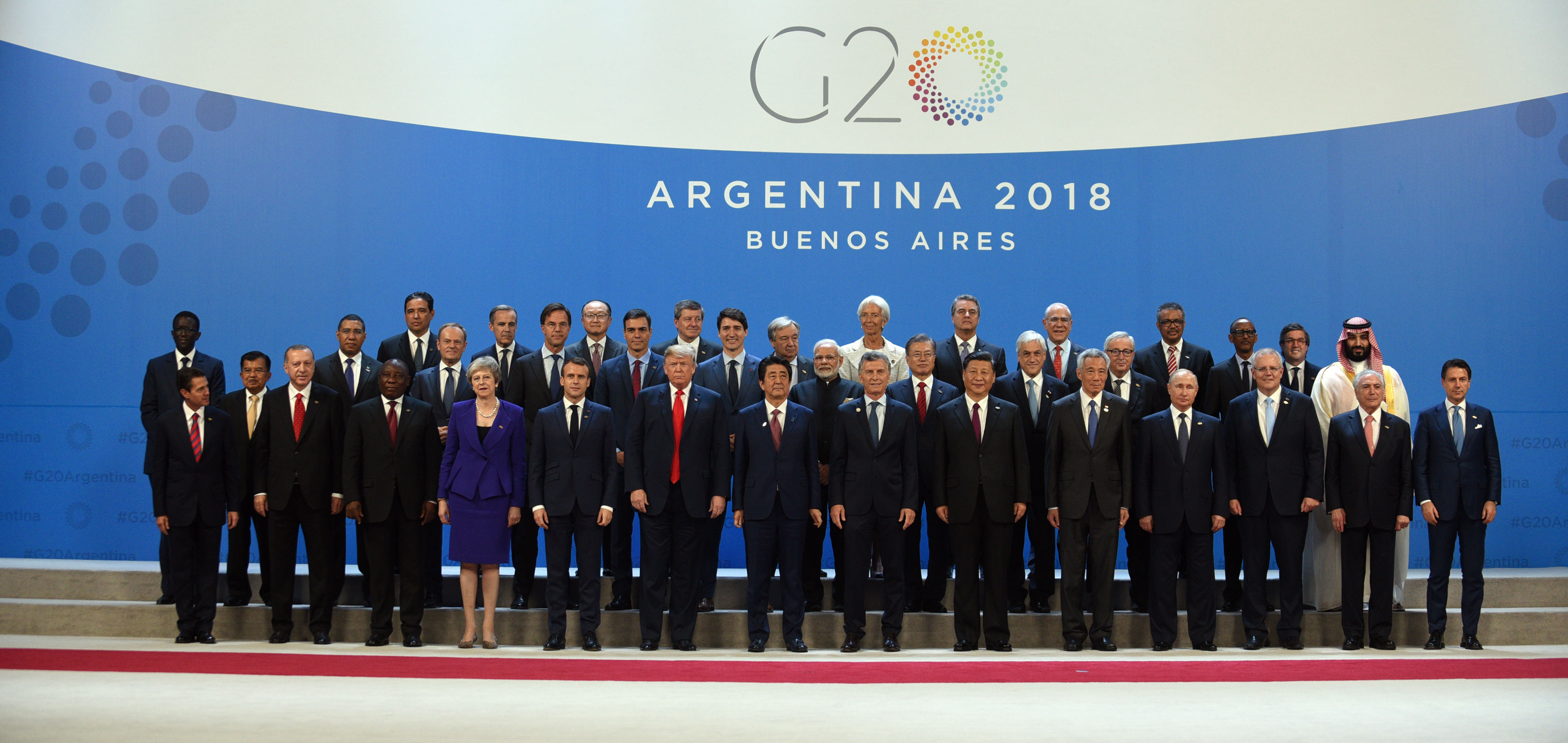
مشاركة أردوغان في قمة العشرين عام 2018 ، يظهر في يسار الصورة

من أهم أسباب نجاح الاقتصاد التركي خلال الـ13 عاما الأخيرة التي أدار فيها الحزب البلاد، هو الاستقرار السياسي، فوصول الحزب إلى السلطة منفردا أعطاه نوعا من القوة، مما دفعه لتنفيذ مشاريعه التنموية، وازدادت ثقة الشعب التركي بقدراته وأصبح يؤمن بقدرته على الإنجاز، إضافة إلى الاصلاحات الديمقراطية التي من شأنها التسريع في عملية الانضمام للاتحاد الأوروبي وإطلاقها الحريات والاصلاحات في المجال القضائي واحترام حقوق الإنسان.
وفي تقرير «حزب العدالة والتنمية قصة نجاح» للأستاذ في جامعة باهتشاشهير في إسطنبول الدكتور سيف الدين غورسال، يقول فيه إن الحزب عمل على تخفيض التضخم المالي الذي كان بنسبة 30٪ إلى 4٪ وبالتالي أعلى من قيمة الليرة التركية أمام سعر الذهب والعملات الأجنبية الأخرى ولا يمكن إغفال معدل التقدم الاقتصادي الذي وصل معدل المثالية أي 5٪ لكل عام.
ويضيف أن مبالغ الاستثمار التي جذبها لتركيا في عهد حزب العدالة والتنمية وصلت إلى 20 مليار دولار سنويًا بينما كان معدل الاستثمار الأجنبي في تركيا من عام 1950 إلى 2002 فقط 50 مليار. ومن انجازات الحزب أيضا تراجع نسبة التّضخّم من 32 في المئة إلى 7 ـ 9 في المئة خلال عشر سنوات الماضية، وتراجع نسب الفائدة من 65 في المئة إلى ما دون العشرة في المئة خلال الأعوام الماضية. وهذه النسبة اليوم تقارب 8.50 في المئة، وتراجع نسبة الدّيون العامّة بالنسبة للدّخل القومي من 74 في المئة إلى 36 في المئة، وارتفعت قيمة الصّادرات التركية من 36 مليار دولار إلى 158 مليار دولار. أي ما يزيد على الأربعة أضعاف.
وبلغ حجم الاستثمارات الأجنبيّة (FDI) خلال 78 عاماً في تركيا، 15 مليار دولار، بينما تجاوز هذا الرّقم خلال 11 سنة الماضية فقط 150 مليار دولار، بإضافة إلى ذلك فإن عدد الشّركات الأجنبية التي تمّ إنشاؤها في تركيا خلال 78 عاما، وصل إلى 5 آلاف شركة، بينما وصل هذا الرّقم خلال 11 سنة الأخيرة إلى 40 ألف شركة أجنبيّة.

## أزمة العملة والديون التركية 2018
أزمة الديون 2018 هي أزمة مالية عصفت بتركيا ولا زالت مستمرة حتى يومنا هذا؛ وذلك بسبب التداعيات الدولية التي لحقت ومسَّت البلد عقب «انهيار» عملته ووصولها لمراحل متدنية للغاية لم يسبق وأن وصلت لها.

الليرة التركية لديها تاريخ طويل في تسريع فقدان القيمة نسبة إلى اليورو، ومن الملاحظ ذلك في أوائل عام 2018

| السنة | سعر الصرف |
| ----- | --------- |
| 2005  | 1٫344     |
| 2006  | 1٫428     |
| 2007  | 1٫303     |
| 2008  | 1٫302     |
| 2009  | 1٫550     |
| 2010  | 1٫503     |
| 2011  | 1٫675     |
| 2012  | 1٫796     |
| 2013  | 1٫904     |
| 2014  | 2٫189     |
| 2015  | 2٫720     |
| 2016  | 3٫020     |
| 2017  | 3٫648     |
| 2018  | 7٫019     |